# Sjeverni alta jezik
Sjeverni alta jezik (baler negrito, ditaylin alta, ditaylin dumagat, edimala; ISO 639-3: aqn), jedan od dva alta jezika, šire filipinske skupine, kojim govori 200 ljudi (2000 S. Wurm) od ukupno 400 etničkih Negrita naseljenih u provinciji Aurora, na istoku otoka Luzon u Filipinima.
Po ranijoj klasifikaciji pripadali su sjevernofilipinskoj skupini jezika.

## Vanjske poveznice
- Ethnologue (14th)
- Ethnologue (15th)